# The Divine Move 2: The Wrathful
Série
The Divine Move
(2014)
Pour plus de détails, voir Fiche technique et Distribution.
The Divine Move 2: The Wrathful (hangeul : 신의 한 수: 귀수편 ; RR : Sin-ui hansu: Gwisoopyeon ; litt. « Le Mouvement divin : Mouvement fantôme ») est un film d'action sud-coréen réalisé par Khan Lee et sorti en 2019 en Corée du Sud. C'est un film dérivé de The Divine Move (2014), l'histoire et les acteurs sont différents, seuls le thème du baduk faisant le lien entre les deux films.
Il totalise plus d'un million d'entrées au box-office sud-coréen de 2019.

## Synopsis
Gwi-soo (Kwon Sang-woo) perd tout en jouant au baduk. Avec l'aide de son maître Heo Il-do (Kim Seong-kyeon (en)) et de son professeur Ddong (Kim Hee-won (en)), Gwi-soo réussit à remonter la pente dans le milieu du baduk. Il affronte les champions de tout le pays, tels que la « Mauvaise herbe de Pusan » (Heo Sung-tae), le « Solitaire » (Woo Do-hwan), Jangseong le « Chaman » (Won Hyeon-joon) et d'autres.

## Fiche technique
- Titre original : 신의 한 수: 귀수편
- Titre international : The Divine Move 2: The Wrathful
- Réalisation et scénario : Khan Lee
- Scénario : Yoo Seong-hyeob
- Production : Lee Jin-seong
- Société de production : Mays Entertainment
- Société de distribution : CJ Entertainment
- Pays d’origine :  Corée du Sud
- Langue originale : coréen
- Format : couleur
- Genre : action
- Durée : 106 minutes
- Date de sortie :
  -  Corée du Sud : 7 novembre 2019

## Distribution
- Kwon Sang-woo : Gwi-soo
- Kim Hee-won (en) : Professeur Ddong
- Kim Seong-kyeon (en) : Maître Heo Il-do
- Heo Sung-tae : la « Mauvaise herbe de Pusan »
- Woo Do-hwan : le « Solitaire »
- Won Hyeon-joon : Jangseong le « Chaman »
- Park Sang-hoon : Gwi-soo (jeune)